# 172 Baucis
172 Baucis је астероид главног астероидног појаса са пречником од приближно 62,43 km.
Афел астероида је на удаљености од 2,651 астрономских јединица (АЈ) од Сунца, а перихел на 2,107 АЈ.
Ексцентрицитет орбите износи 0,114, инклинација (нагиб) орбите у односу на раван еклиптике 10,033 степени, а орбитални период износи 1340,819 дана (3,670 године).
Апсолутна магнитуда астероида је 8,79 а геометријски албедо 0,138.
Астероид је откривен 5. фебруара 1877. године.